# Zámečnice
Zámečnice je usedlost v jihozápadní části Prahy.

## Historie
Vybudována je v místech někdejší vinice Biskupka, která v těchto místech existovala již během 16. století. Vlastní usedlost vznikla na počátku 17. století, přičemž první písemná zmínka o ní je z roku 1713. Vedle obytné budovy ji tvořil ještě hospodářský dvůr. Ve svahu nad usedlostí se navíc rozprostírala barokní zahrada. Během první poloviny 19. století prošla usedlost klasicistní přestavbou. Další její úpravy se udály roku 1936. Usedlost se využívá k bydlení. Od 31. prosince 1976 je stavba chráněnou kulturní památkou České republiky.